# Angelhaken (Heraldik)

In Schwarz drei silberne rechtsgewendete Angelhaken im Wappen von Emmen LU

Der Angelhaken  ist als Wappenfigur in der Heraldik oft ein Zeichen von alten Fischereiprivilegien oder von fischreichen Gewässern.
Der Angelhaken wird nicht nur einzeln im Wappen gezeigt, sondern kann auch eine größere Anzahl betragen. Bei der Wappenbeschreibung ist die Lage der offenen Seite zu beschreiben, denn der Widerhaken kann nach heraldisch rechts oder links zeigen Auch gestürzte Haken, oder mit Fisch  sind möglich. Die Tingierung ist nicht von einer Farbe bevorzugt.
Im Adelswappen der Familie Richard Hoffmann aus Schlesien sind drei Haken als Triskele mit dem mittigen vereinigten Hakenören angeordnet

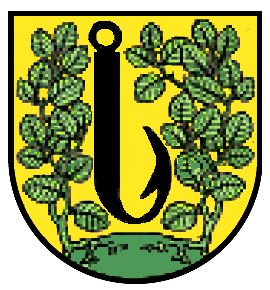
Balzholz
Waldangelloch
Adelsgeschlecht Ehrenkrook Angelhaken auch im Oberwappen
Leimen (Baden) im Feld 3 nach rechtsgewendet
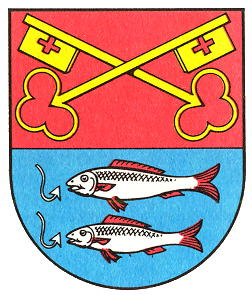
Wappen von Pritzerbe mit zwei Rotfedern vor zwei Angelhaken
Wappen der Minnigerode (Adelsgeschlecht)